# Go, Dog. Go!
Go, Dog. Go! és un llibre infantil de 1961 il·lustrada per P. D. Eastman. El 2021 Adam Peltzman va desenvolupar una sèrie de televisió d'animació produïda per DreamWorks Animation i WildBrain Studios es va estrenar a Netflix el 26 de gener de 2021.

## Recepció
A Common Sense Media, dona al llibre en 5 estrelles i l'avís: "Va, nous lectors. Va!."